# Arnold Krammer
Arnold Krammer (15 de agosto de 1941-24 de septiembre de 2018) fue un historiador estadounidense.

## Biografía
Nació el 15 de agosto de 1941. Profesor de la Universidad de Texas A&M, publicó diversos trabajos sobre Alemania en la Segunda Guerra Mundial y la temática de prisioneros de guerra.
Fue autor de obras como The Forgotten Friendship: Israel and the Soviet Bloc, 1947-1953 (1974), Nazi Prisoners of War in America (1979), Undue Process: The Untold Story of America's German Alien Internees (1997), Prisoners of War: A Reference Handbook (2008) o War Crimes, Genocide, and the Law: A Reference Handbook entre otras.